# Malcolm Burr
Malcolm Burr (6 de julio de 1878 - 13 de julio de 1954) fue un autor, traductor, entomólogo y geólogo inglés. Enseñó inglés en la Escuela de Economía de Estambul y pasó la mayor parte de su vida en Turquía.

## Biografía
Burr era un reconocido especialista en dermapteros o tijeretas, grillos y saltamontes (Orthoptera). Fue el primero en clasificar las tijeretas sobre la base de sus órganos copuladores y la diversidad y biología de las tijeretas de Sri Lanka está bien estudiada gracias a las importantes contribuciones de Burr en 1901.
También conoció y se hizo amigo del emigrado blanco Paul Nazaroff, cuyas obras tradujo del ruso al inglés (entre ellas Hunted through Central Asia).
Se casó con Clara Millicent Goode en 1903 y tuvieron cuatro hijas, Gabrille Ruth Millicent, Rowena Frances, Yolanda Elizabeth y otra más que vivió en The Hermitage.